# Zaoyang
Koordinaten: 32° 8′ N, 112° 45′ O
Die Stadt Zaoyang (chinesisch 枣阳市, Pinyin Zǎoyáng Shì) ist eine kreisfreie Stadt in der Provinz Hubei in Zentralchina, die zum Verwaltungsgebiet der bezirksfreien Stadt Xiangyang gehört. Sie hat eine Fläche von 3.277 km², davon Stand 2021 rund 1607 km² Ackerland und 618 km² Wald.
Am 1. Januar 2020 hatte Zaoyang 1.119.525 registrierte Einwohner, wovon allerdings nur 1.005.176 ständig dort lebten; der Rest war als Student, Wanderarbeiter etc. woanders unterwegs.

## Geschichte

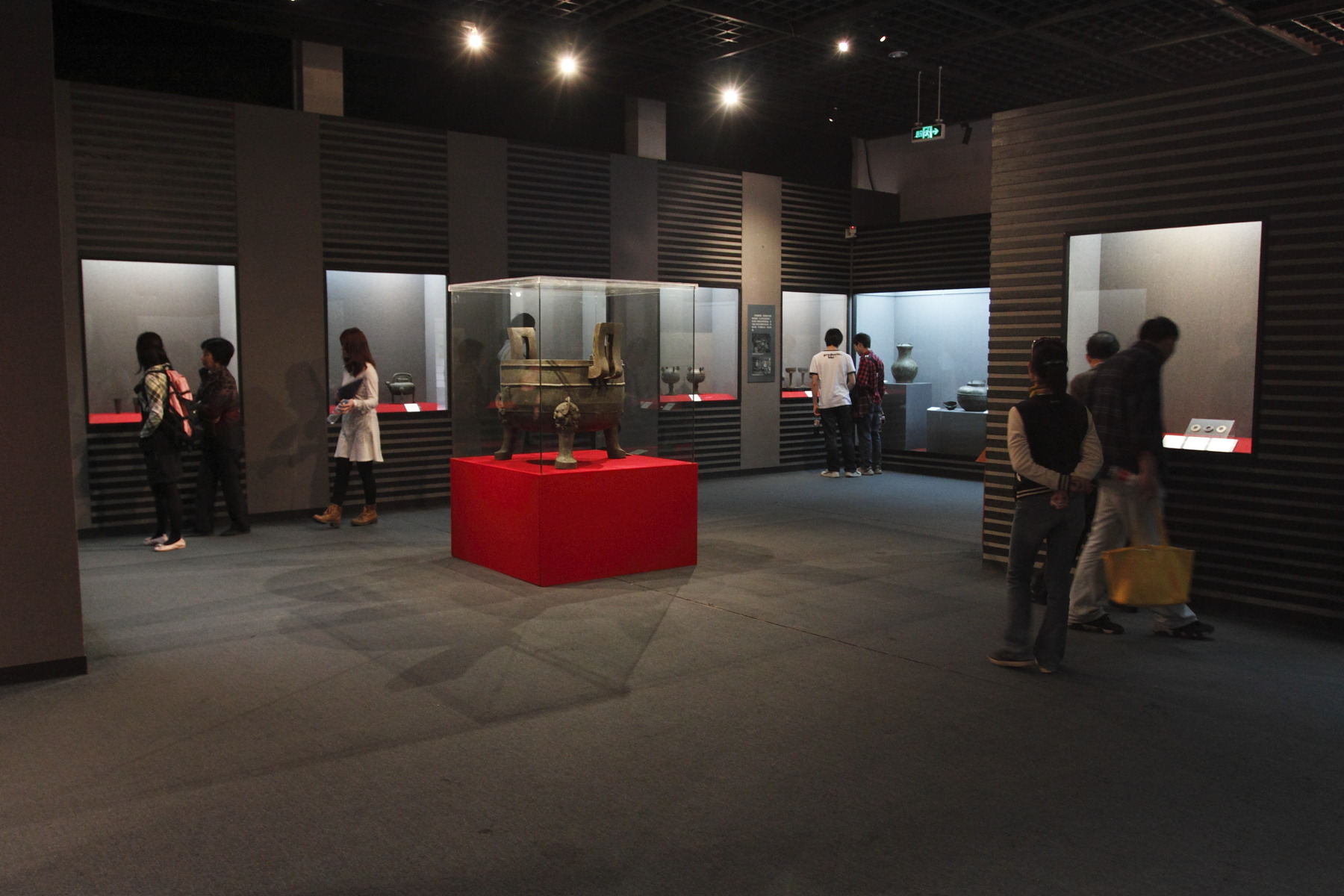
Objekte aus den Jiuliandun-Gräbern

Das Gebiet des heutigen Zaoyang war schon früh besiedelt. Die neolithische Diaolongbei-Stätte (Diaolongbei yuzhi 雕龙碑遗址) steht seit 1996 auf der Liste der Denkmäler der Volksrepublik China. Während der Westlichen Zhou-Dynastie (1046–771 v. Chr.) war das Gebiet, damals Tang (唐) genannt, eines der Großen Lehnsfürstentümer (大国) des Landes.
Im Jahr 505 v. Chr., in der Zeit der Frühlings- und Herbstannalen, wurde das Gebiet von Chu annektiert, das Fürstentum Tang hörte auf, zu existieren. Die Jiuliandun-Gräber (Jiuliandun muqun 九连墩墓群) im Westen der Großgemeinden Wudian und Xinglong, die seit 2006 auf der Liste der Denkmäler der Volksrepublik China stehen, werden adeligen Männern und Frauen des Staates Chu aus der Zeit um 300 v. Chr. zugeordnet.
223 v. Chr. wurde Chu von Qin erobert. Nach der endgültigen Reichseinigung und der Ausrufung der Qin-Dynastie im Jahr 221 v. Chr. gehörte das Gebiet von Zaoyang zur Kommandantur Nanyang (南阳郡), im heutigen Dorf Gucheng (古城村, „Alte Stadt“) der Großgemeinde Juwan wurde der Kreis Caiyang (蔡阳县) eingerichtet.
45 v. Chr. trennte Kaiser Liu Shi der Westlichen Han-Dynastie einen Teil des Kreisgebiets von Caiyang sowie einen Teil des heutigen Suizhou ab und schuf daraus das Lehnsfürstentum Chongling (舂陵侯国) mit Regierungssitz im Norden der heutigen Großgemeinde Wudian.
Im Jahr 9 n. Chr. bestieg der Usurpator Wang Mang den Kaiserthron und gründete die Xin-Dynastie. 5 v. Chr. war jedoch im Kreis Caiyang Liu Xiu geboren worden, ein Enkel in 9. Generation von Liu Bang, dem Gründer der Han-Dynastie. Liu Xiu war ursprünglich als Landwirt tätig. Als die Xin-Dynastie begann, an inneren Konflikten zu scheitern, beteiligte er sich im Jahr 22 an einem von seinem älteren Bruder Liu Yan angeführten Aufstand in Nanyang. Nach weiteren Kämpfen und dem Tod seines Bruders bestieg Liu Xiu im Jahr 25 den Kaiserthron und rief die Östliche Han-Dynastie aus.
Im Jahr 30, dem sechsten Jahr seiner Regierung, wandelte Liu Xiu das mittlerweile zur Gemeinde abgestiegene Fürstentum Chongling in einen Kreis um, dem er den Namen Zhangling (章陵县) verlieh. Später trennte er den Nordosten des Kreises Caiyang ab und gründete dort einen weiteren Kreis mit dem Namen Xiangxiang (襄乡县). Damit bestand das Gebiet des heutigen Zaoyang aus drei Kreisen, die alle der Kommandantur Nanyang unterstanden.
Während der Zeit der Drei Reiche unterstand das Gebiet des heutigen Zaoyang der Wei-Dynastie (220–265). Die Verwaltungsstruktur mit den drei der Kommandantur Nanyang unterstehenden Kreisen wurde beibehalten, allerdings wurde Zhangling 221 in Anchang (安昌县) umbenannt. Ab 265 gehörte das Gebiet zu wechselnden Kleinstaaten. Es fanden zahlreiche Strukturreformen statt, der Kreis Xiangxiang wurde in Guangchang (广昌县) umbenannt. Erst im Jahr 581 wurde das Reich unter der Sui-Dynastie wieder vereint. Als Yang Guang (560–618), einer der Söhne von Kaiser Yang Jian, im Jahr 601 durch diverse Intrigen den Status eines Kronprinzen erlangt hatte, ordnete sein Vater an, dass der Kreis Guangchang in Zaoyang umzubenennen sei, damit niemand den Namen des zukünftigen Kaisers in frivolem Zusammenhang verwenden konnte – eine in der Kaiserzeit allgemein übliche Vorsichtsmaßnahme gegen Autoritätsverlust. Der Name – „Jujubensonne“ – leitet sich von dem damaligen Dorf Zaoyang (枣阳村) im Kreisgebiet ab. Im Jahr 636, zu Beginn der Tang-Dynastie, wurde der Kreis Zaoyang der Präfektur Suizhou unterstellt. 738 wurde ein Teil des Kreisgebiets abgetrennt und der neue Kreis Tangcheng (唐城县) gegründet, die heutige Großgemeinde Tangxian im Kreis Sui von Suizhou. Das nun entstandene, reduzierte Gebiet von Zaoyang blieb in dieser Form im Prinzip bis heute erhalten.
Als im Zuge der Auseinandersetzungen mit den Jurchen Nordchina im Jahr 1127 bis zur Huai-He-Linie geräumt werden musste, wurde Zaoyang durch seine Grenznähe zum Schauplatz heftiger Kämpfe zwischen den Truppen der Südlichen Song-Dynastie und den Invasoren.
Wegen seiner strategischen Bedeutung wurde Zaoyang 1142 zur Militärpräfektur (军) hochgestuft.
Gegen die Jurchen konnte man sich zwar halten, aber den nachrückenden Mongolen hatte man wenig entgegenzusetzen. Als Xiangyang 1273 nach sechsjähriger Belagerung fiel, war auch das Schicksal Zaoyangs besiegelt. Das Gebiet fiel an die seit 1271 in Peking regierende Yuan-Dynastie, Zaoyang wurde wieder zum Kreis heruntergestuft.

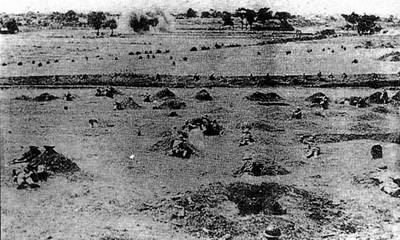
Kuomintang-Truppen beim Angriff auf Zaoyang im Mai 1939

Als Kaiser Aisin Gioro Xuanye der Qing-Dynastie 1644 im dritten Jahr seiner Regierung die mingzeitliche Provinz Huguang (湖广布政司) in die heutigen Provinzen Hunan und Hubei aufteilte, kam Zaoyang zu Hubei und wurde der Präfektur Xiangyang unterstellt. 1913, im zweiten Jahr der Republik China, wurde das Präfektursystem abgeschafft und die Kreise direkt der Provinzregierung unterstellt. Dies wurde in den folgenden Jahren mehrmals geändert. 1937 unterstand Zaoyang schließlich dem 5. Militärbezirk der Provinz Hubei. Im Antijapanischen Krieg war Zaoyang Schauplatz zweier Schlachten zwischen den Kuomintang-Truppen und der Kaiserlich Japanischen Armee, und zwar der Sui-Zao-Schlacht (随枣会战) vom 1. bis 24. Mai 1939 und der Zao-Yi-Schlacht (枣宜会战) vom 1. Mai bis 18. Juni 1940. Im November 1945 rückten erstmals Truppen der Roten Armee in Zaoyang ein und etablierten dort eine Demokratische Kreisregierung (县民主政府). Im folgenden Monat mussten sie sich jedoch wieder zurückziehen. Die endgültige Eroberung Zaoyangs fand im Dezember 1947 durch die von Liu Bocheng und Deng Xiaoping geführte 2. Feldarmee statt. Bei einer Gebietsreform im Juli 1955 kam die Großgemeinde Pinglin zu Zaoyang, und am 8. Januar 1988 wurde der Kreis Zaoyang mit Genehmigung des Staatsrats der Volksrepublik China in ein kreisfreie Stadt umgewandelt. Anders als andere kreisfreie Städte untersteht Zaoyang jedoch nicht direkt der Provinz Hubei, sondern der bezirksfreien Stadt Xiangyang.

## Administrative Gliederung
Auf Gemeindeebene setzt sich Zaoyang aus drei Straßenvierteln und zwölf Großgemeinden zusammen. Diese sind:
- Straßenviertel Beicheng (北城街道), Sitz der Stadtregierung
- Straßenviertel Huancheng (环城街道)
- Straßenviertel Nancheng (南城街道)
- Großgemeinde Juwan (琚湾镇)
- Großgemeinde Liusheng (刘升镇)
- Großgemeinde Lutou (鹿头镇)
- Großgemeinde Nengji (熊集镇)
- Großgemeinde Pinglin (平林镇)
- Großgemeinde Qifang (七方镇)
- Großgemeinde Taiping (太平镇)
- Großgemeinde Wangcheng (王城镇)
- Großgemeinde Wudian (吴店镇)
- Großgemeinde Xinglong (兴隆镇)
- Großgemeinde Xinshi (新市镇)
- Großgemeinde Yangdang (杨垱镇)[9]

## 1. Gymnasium
Das 1. Gymnasium von Zaoyang (枣阳市第一中学) im Nordosten der Stadt geht zurück auf das Fuxing-Gymnasium (福兴中学) der protestantischen Gemeinde, das von dem amerikanischen Pastor Bernard Howe (何伯纳) zusammen mit zwei örtlichen Christen gegründet wurde. Diese Schule stellte nach einiger Zeit ihren Betrieb ein, aber im September 1932 wurde vom gerade frisch ernannten Landrat Ma Boyuan (马伯援, 1884–1939), geboren in der Großgemeinde Lutou und ebenfalls ein Protestant, erneut ein privat finanziertes, diesmal jedoch nicht konfessionsgebundenes Gymnasium gegründet, das wieder den Namen Fuxing trug. Im Mai des folgenden Jahres musste Ma Boyuan, ein alter Kampfgefährte von Sun Yat-sen, wegen Konflikten mit den örtlichen Großgrundbesitzern 
seinen Posten räumen, und auch die Schule wurde geschlossen. Im Dezember 1938 wurde das Fuxing-Gymnasium, diesmal nur mit einer Unterstufe, wieder eröffnet, aber als die japanischen Truppen Ende April 1939 auf Zaoyang vorrückten, wurde die Schule erneut aufgelöst. Die Japaner konnten Zaoyang zwar zunächst besetzen, nach dreiwöchigen Kämpfen, am 20. Mai 1939, wurde die Stadt jedoch von der Kuomintang zurückerobert.
Wenige Monate später wurden in Zaoyang erneut Privatschulen eröffnet – im August 1939 das Fu’an-Gymnasium (福菴中学) und im September 1939 erneut ein Fuxing-Gymnasium. Im Frühjahr 1941 übernahm die Provinzregierung von Hubei die Aufsicht über die Schulen. Es wurden verbindliche Lehrpläne herausgegeben, die Privatschulen der Provinz wurden geschlossen. In Zaoyang wurden das Fu’an-Gymnasium und das Fuxing-Gymnasium zusammengelegt und daraus das Kreisgymnasium Zaoyang (枣阳县立初级中学) gebildet, das nur eine Unterstufe besaß. Zaoyang wurde von den Kaiserlich Japanischen Heeresluftstreitkräften wiederholt bombardiert, was den Unterricht schwierig gestaltete. Da keine Schulgebühren erhoben wurden, wuchs die Schülerzahl jedoch bald an. Zum Zeitpunkt der Abschaffung des kostenlosen Schulsystems nach dem Sieg über Japan 1945 hatte das Gymnasium 670 Schüler, die in 13 Klassen von 75 Lehrern unterrichtet wurden.
Nach der Eroberung Zaoyangs durch die 2. Feldarmee der KPCh im Dezember 1947 wurde nicht nur die Kreisregierung der Kuomintang, sondern auch das Gymnasium aufgelöst, dann aber am 4. April 1949 mit neuen, politisch nicht vorbelasteten Lehrkräften wiedereröffnet. Im Herbst 1956 wurde in Wudian ein weiteres Gymnasium eröffnet, das 2. Kreisgymnasium von Zaoyang (枣阳县第二中学). Zur besseren Unterscheidbarkeit wurde die alte Schule in „1. Kreisgymnasium von Zaoyang“ (枣阳县第一中学) umbenannt. Nun erhielt die Schule auch eine Oberstufe, an der im ersten Jahr 188 Schüler in vier Klassen unterrichtet wurden. Zusammen mit den 28 Klassen der Unterstufe hatte die Schule nun 1583 Schüler. Im Jahr 1983 machte der spätere Raumfahrer Nie Haisheng aus Yangdang am 1. Kreisgymnasium Abitur. 2010 wurde die Schule erstmals zum Vorbildlichen Gymnasium der Provinz Hubei (湖北省示范中学) ernannt,
ein Titel, den sie 2021 immer noch trug.

## Persönlichkeiten
- Liu Xiu (chin. 劉秀 / 刘秀, Liú Xiù; 5 v. Chr. – 57 n. Chr.), Gründer der Östlichen Han-Dynastie[14]
- Nie Haisheng (chin. 聶海勝 / 聂海胜, Niè Hǎishèng; * 1964), Kommandant des Raumfahrerkorps der Volksbefreiungsarmee[15]